# Mike Candys
 (février 2022).
Si vous disposez d'ouvrages ou d'articles de référence ou si vous connaissez des sites web de qualité traitant du thème abordé ici, merci de compléter l'article en donnant les références utiles à sa vérifiabilité et en les liant à la section « Notes et références ».
Mike Candys, né le 20 août 1971, est un disc jockey,  producteur et compositeur suisse. Il se popularise en France d'abord grâce à sa reprise de la chanson Insomnia de Faithless en 2009 avec Jack Holiday, puis en 2010 pour Together Again et One Night in Ibiza en 2011 avec Evelyn.

## Biographie
Mike Candys se fait connaître en Suisse en 2008 avec son hit La Serenada. En 2009, il décide de remixer avec Jack Holiday le tube de Faithless, Insomnia. Le titre rencontre le succès principalement dans tous les pays de l'Europe de l'Ouest dans les clubs, et même dans les hit-parades singles dans certains pays notamment en France, en Allemagne et en Belgique, une performance assez rare pour une chanson electro.
En France, le titre a d'abord été diffusé par les radios nationales comme Fun Radio, et FG DJ Radio avant de rentrer dans les meilleures ventes de singles (no 15 du Top 50) et d'être diffusé dans les clubs (no 3 du club 40)[réf. nécessaire]. Le titre suivant de Mike Candys s'intitule La Serenissima, reprise de Rondò Veneziano, qui n'a pas eu un très grand succès. Mike Candys sort son single suivant People Hold On, cette fois en solo. Le single suivant de Mike Candys s'intitule Together Again et est disponible depuis le 27 août 2010 en téléchargement. Mike Candys produit beaucoup de remixes et bootlegs personnels[réf. nécessaire]. Il mixe tous les premiers Vendredi du mois dans Partyfun sur Fun Radio de 0 h à 2 h. Son album intitulé Smile est sorti le 2 septembre 2011. Le DJ suisse produit le dernier single de Nadia Ali, When It Rains[Quand ?]. En 2012, son single 2012 (If the World Would End) se classe no 3 en Suisse et en Allemagne et no 2 en Autriche, devenant son plus grand succès.

## Discographie

### Album studio
| Année | Album | Meilleure position | Meilleure position | Meilleure position | Certifications |
| Année | Album | SUI                | ALL                | AUT                | Certifications |
| ----- | ----- | ------------------ | ------------------ | ------------------ | -------------- |
| 2011  | Smile | 7                  | 94                 | 57                 |                |

### Compilations
- 2011 : Energy 11 - House
- 2013 : Smile Together … in the Mix
- 2014 : Smile Together - Summer 2014

### Singles
| Année                                                                | Single                                                                 | Meilleure position | Meilleure position | Meilleure position | Meilleure position | Meilleure position | Meilleure position | Meilleure position | Meilleure position | Certifications                                 | Album                         |
| Année                                                                | Single                                                                 | SUI                | ALL                | AUT                | BEL (FL)           | BEL (WA)           | DAN                | FR                 | P-B.               | Certifications                                 | Album                         |
| -------------------------------------------------------------------- | ---------------------------------------------------------------------- | ------------------ | ------------------ | ------------------ | ------------------ | ------------------ | ------------------ | ------------------ | ------------------ | ---------------------------------------------- | ----------------------------- |
| 2008                                                                 | La Serenada (avec Thomas Buchwalder)                                   | —                  | —                  | —                  | —                  | —                  | —                  | —                  | —                  |                                                |                               |
| 2009                                                                 | La Serenissima (avec Jack Holiday)                                     | —                  | —                  | —                  | —                  | —                  | —                  | —                  | —                  |                                                | Smile                         |
| 2009                                                                 | Show Me Love (avec Jack Holiday)                                       | —                  | —                  | —                  | —                  | —                  | —                  | —                  | —                  |                                                |                               |
| 2009                                                                 | La Disco Loca                                                          | —                  | —                  | —                  | —                  | —                  | —                  | —                  | —                  |                                                |                               |
| 2009                                                                 | Laminate My Heart (featuring Antonella Rocco)                          | —                  | —                  | —                  | —                  | —                  | —                  | —                  | —                  |                                                |                               |
| 2009                                                                 | Insomnia (avec Jack Holiday)                                           | 34                 | 44                 | 55                 | 9                  | 16                 | 2                  | 15                 | 30                 | - Suisse : Platine                             | Smile                         |
| 2009                                                                 | Push the Feeling On (avec Jack Holiday)                                | —                  | —                  | —                  | —                  | —                  | —                  | —                  | —                  |                                                |                               |
| 2010                                                                 | People Hold On (vocaux de David Deen)                                  | —                  | —                  | —                  | —                  | —                  | —                  | —                  | —                  |                                                | Smile                         |
| 2010                                                                 | Rhythm Is a Dancer (avec Christopher S.)                               | —                  | —                  | —                  | —                  | —                  | —                  | —                  | —                  |                                                |                               |
| 2010                                                                 | Together Again (featuring Evelyn)                                      | 13                 | —                  | —                  | —                  | —                  | —                  | 95                 | —                  |                                                | Smile                         |
| 2011                                                                 | One Night in Ibiza (avec Evelyn featuring Patrick Miller)              | 7                  | 11                 | 13                 | —                  | —                  | —                  | 35                 | —                  | - Suisse : Or - Allemagne : Or - Autriche : Or | Smile                         |
| 2011                                                                 | Around the World (avec Evelyn featuring David Deen)                    | 54                 | —                  | 64                 | —                  | —                  | —                  | —                  | —                  |                                                | Smile                         |
| 2012                                                                 | Children 2012 (avec Jack Holiday)                                      | —                  | —                  | —                  | —                  | —                  | —                  | 54                 | —                  |                                                |                               |
| 2012                                                                 | 2012 (If the World Would End) (featuring Evelyn & Patrick Miller)      | 3                  | 3                  | 2                  | —                  | —                  | —                  | 104                | —                  | - Suisse : Or - Allemagne : Or - Autriche : Or | Smile                         |
| 2012                                                                 | Sunshine (Fly So High) (featuring Sandra Wild)                         | 21                 | 46                 | 20                 | —                  | —                  | —                  | —                  | —                  |                                                |                               |
| 2012                                                                 | The Riddle Anthem (avec Jack Holiday)                                  | 26                 | 44                 | 29                 | —                  | —                  | —                  | 43                 | —                  |                                                | Smile Together ... In The Mix |
| 2013                                                                 | Bring Back The Love (featuring Jenson Vaughan)                         | 25                 | —                  | 72                 | —                  | —                  | —                  | —                  | 98                 |                                                | Smile Together ... In The Mix |
| 2013                                                                 | Brand New Day (featuring Evelyn & Carlprit)                            | —                  | —                  | 68                 | —                  | —                  | —                  | —                  |                    |                                                | Smile Together ... In The Mix |
| 2013                                                                 | Everybody (featuring Evelyn & Tony T)                                  | 11                 | 40                 | 14                 | —                  | —                  | —                  | —                  | —                  |                                                |                               |
| 2013                                                                 | Take Control (avec DJ BoBo)                                            | 6                  | 67                 | 60                 | —                  | —                  | —                  | —                  | —                  |                                                | Reloaded                      |
| 2013                                                                 | T-Rex                                                                  | 69                 | —                  | —                  | —                  | —                  | —                  | —                  | —                  |                                                | Smile Together - Summer 2014  |
| 2014                                                                 | Miracles (featuring Maury)                                             | 17                 | —                  | 68                 | —                  | —                  | —                  | —                  | —                  |                                                | Smile Together - Summer 2014  |
| 2014                                                                 | Carnaval                                                               | —                  | —                  | —                  | —                  | —                  | —                  | —                  | —                  |                                                | Smile Together - Summer 2014  |
| 2014                                                                 | Anubis                                                                 | 51                 | —                  | —                  | —                  | —                  | —                  | —                  | —                  |                                                | Smile Together - Summer 2014  |
| 2014                                                                 | Popcorn (avec Jack Holiday)                                            | —                  | —                  | —                  | —                  | —                  | —                  | —                  | —                  |                                                | Smile Together - Summer 2014  |
| 2014                                                                 | Delta                                                                  | —                  | —                  | —                  | —                  | —                  | —                  | —                  | —                  |                                                |                               |
| 2014                                                                 | Playades (avec Alan Ripley)                                            | —                  | —                  | —                  | —                  | —                  | —                  | —                  | —                  |                                                |                               |
| 2014                                                                 | Whole Wide World (featuring Angelika Vee)                              | —                  | —                  | —                  | —                  | —                  | —                  | —                  | —                  |                                                | Smile Together - Summer 2014  |
| 2015                                                                 | Jupiter (avec Jack Holiday)                                            | —                  | —                  | —                  | —                  | —                  | —                  | —                  | —                  |                                                |                               |
| 2015                                                                 | Last Man On Earth (featuring Max'C)                                    | 22                 | —                  | —                  | —                  | —                  | —                  | —                  | —                  |                                                |                               |
| 2015                                                                 | The Drill (avec Jack Holiday)                                          | —                  | —                  | —                  | —                  | —                  | —                  | —                  | —                  |                                                |                               |
| 2015                                                                 | Flash (avec Klaas & Mazza)                                             | —                  | —                  | —                  | —                  | —                  | —                  | —                  | —                  |                                                |                               |
| 2015                                                                 | Sextape (vs. Angemi & Prezioso)                                        | —                  | —                  | —                  | —                  | —                  | —                  | —                  | —                  |                                                |                               |
| 2015                                                                 | Paradise (featuring U-Jean)                                            | 27                 | —                  | —                  | —                  | —                  | —                  | —                  | —                  |                                                |                               |
| 2015                                                                 | Make It Home (featuring Clyde Taylor)                                  | —                  | —                  | —                  | —                  | —                  | —                  | —                  | —                  |                                                |                               |
| 2016                                                                 | All My Tomorrows                                                       | —                  | —                  | —                  | —                  | —                  | —                  | —                  | —                  |                                                |                               |
| 2016                                                                 | Summer Dream (avec Evelyn)                                             | —                  | —                  | —                  | —                  | —                  | —                  | —                  | —                  |                                                |                               |
| 2016                                                                 | Crackin'                                                               | —                  | —                  | —                  | —                  | —                  | —                  | —                  | —                  |                                                |                               |
| 2016                                                                 | Daylight                                                               | —                  | —                  | —                  | —                  | —                  | —                  | —                  | —                  |                                                |                               |
| 2017                                                                 | Put Them Up (avec Tenashar featuring Tony T)                           | —                  | —                  | —                  | —                  | —                  | —                  | —                  | —                  |                                                |                               |
| 2017                                                                 | I Keep Going                                                           | —                  | —                  | —                  | —                  | —                  | —                  | —                  | —                  |                                                |                               |
| 2017                                                                 | Never Walk Alone (avec Evelyn)                                         | —                  | —                  | —                  | —                  | —                  | —                  | —                  | —                  |                                                |                               |
| 2017                                                                 | Fiesta Loca                                                            | —                  | —                  | —                  | —                  | —                  | —                  | —                  | —                  |                                                |                               |
| 2018                                                                 | Get the F*ck Out                                                       | —                  | —                  | —                  | —                  | —                  | —                  | —                  | —                  |                                                |                               |
| 2018                                                                 | Instastory (featuring Dante Thomas)                                    | —                  | —                  | —                  | —                  | —                  | —                  | —                  | —                  |                                                |                               |
| 2018                                                                 | Cool                                                                   | —                  | —                  | —                  | —                  | —                  | —                  | —                  | —                  |                                                |                               |
| 2018                                                                 | Life (featuring Rock Angelo)                                           | —                  | —                  | —                  | —                  | —                  | —                  | —                  | —                  |                                                |                               |
| 2018                                                                 | Fireflies (avec Michel Truog)                                          | —                  | —                  | —                  | —                  | —                  | —                  | —                  | —                  |                                                |                               |
| 2018                                                                 | L.A. Love                                                              | —                  | —                  | —                  | —                  | —                  | —                  | —                  | —                  |                                                |                               |
| 2018                                                                 | The Riddle Anthem (Rework) (avec Jack Holiday)                         | 88                 | —                  | —                  | —                  | —                  | —                  | —                  | —                  |                                                |                               |
| 2018                                                                 | Pump It Up                                                             | —                  | —                  | —                  | —                  | —                  | —                  | —                  | —                  |                                                |                               |
| 2019                                                                 | Fresh                                                                  | —                  | —                  | —                  | —                  | —                  | —                  | —                  | —                  |                                                |                               |
| 2019                                                                 | Like That                                                              | —                  | —                  | —                  | —                  | —                  | —                  | —                  | —                  |                                                |                               |
| 2019                                                                 | ASAP (avec Ane)                                                        | —                  | —                  | —                  | —                  | —                  | —                  | —                  | —                  |                                                |                               |
| 2019                                                                 | Saltwater (Rework) (avec Jack Holiday)                                 | —                  | —                  | —                  | —                  | —                  | —                  | —                  | —                  |                                                |                               |
| 2019                                                                 | Push It                                                                | —                  | —                  | —                  | —                  | —                  | —                  | —                  | —                  |                                                |                               |
| 2019                                                                 | Lights Go Down                                                         | —                  | —                  | —                  | —                  | —                  | —                  | —                  | —                  |                                                |                               |
| 2019                                                                 | Something Like That (avec Le Shuuk)                                    | —                  | —                  | —                  | —                  | —                  | —                  | —                  | —                  |                                                |                               |
| 2019                                                                 | La Serenissima (Rework) (avec Jack Holiday)                            | —                  | —                  | —                  | —                  | —                  | —                  | —                  | —                  |                                                |                               |
| 2020                                                                 | What's on Your Mind (avec Séb Mont)                                    | —                  | —                  | —                  | —                  | —                  | —                  | —                  | —                  |                                                |                               |
| 2020                                                                 | Oye Mami                                                               | —                  | —                  | —                  | —                  | —                  | —                  | —                  | —                  |                                                |                               |
| 2020                                                                 | Turned to Dust (avec Séb Mont & Salvo)                                 | —                  | —                  | —                  | —                  | —                  | —                  | —                  | —                  |                                                |                               |
| 2020                                                                 | Give It to Me                                                          | —                  | —                  | —                  | —                  | —                  | —                  | —                  | —                  |                                                |                               |
| 2020                                                                 | When You're Dancing (avec Laura White)                                 | —                  | —                  | —                  | —                  | —                  | —                  | —                  | —                  |                                                |                               |
| 2020                                                                 | Aliens                                                                 | —                  | —                  | —                  | —                  | —                  | —                  | —                  | —                  |                                                |                               |
| 2020                                                                 | Coco Jamboo (avec Jack Holiday & Angelika Vee featuring Primera Klase) | —                  | —                  | —                  | —                  | —                  | —                  | —                  | —                  |                                                |                               |
| 2020                                                                 | Begin Again                                                            | —                  | —                  | —                  | —                  | —                  | —                  | —                  | —                  |                                                |                               |
| 2020                                                                 | Raptor (avec Le Shuuk)                                                 | —                  | —                  | —                  | —                  | —                  | —                  | —                  | —                  |                                                |                               |
| 2020                                                                 | My Way (avec Harris & Ford)                                            | —                  | —                  | —                  | —                  | —                  | —                  | —                  | —                  |                                                |                               |
| 2021                                                                 | Darkness                                                               | —                  | —                  | —                  | —                  | —                  | —                  | —                  | —                  |                                                |                               |
| 2021                                                                 | Wellerman                                                              | —                  | —                  | —                  | —                  | —                  | —                  | —                  | —                  |                                                |                               |
| 2021                                                                 | All My Friends                                                         | —                  | —                  | —                  | —                  | —                  | —                  | —                  | —                  |                                                |                               |
| 2021                                                                 | Sky                                                                    | —                  | —                  | —                  | —                  | —                  | —                  | —                  | —                  |                                                |                               |
| 2021                                                                 | Selecta                                                                | —                  | —                  | —                  | —                  | —                  | —                  | —                  | —                  |                                                |                               |
| 2021                                                                 | Cry                                                                    | —                  | —                  | —                  | —                  | —                  | —                  | —                  | —                  |                                                |                               |
| 2021                                                                 | Vibe                                                                   | —                  | —                  | —                  | —                  | —                  | —                  | —                  | —                  |                                                |                               |
| 2021                                                                 | Cha Cha Cha                                                            | —                  | —                  | —                  | —                  | —                  | —                  | —                  | —                  |                                                |                               |
| 2021                                                                 | Dancing Around (avec Averro featuring Meela)                           | —                  | —                  | —                  | —                  | —                  | —                  | —                  | —                  |                                                |                               |
| 2021                                                                 | Boom                                                                   | —                  | —                  | —                  | —                  | —                  | —                  | —                  | —                  |                                                |                               |
| 2021                                                                 | Lonely Again (avec Jerome featuring Evie)                              | —                  | —                  | —                  | —                  | —                  | —                  | —                  | —                  |                                                |                               |
| 2021                                                                 | Flexin'                                                                | —                  | —                  | —                  | —                  | —                  | —                  | —                  | —                  |                                                |                               |
| 2021                                                                 | Love U So (avec Lunax)                                                 | —                  | —                  | —                  | —                  | —                  | —                  | —                  | —                  |                                                |                               |
| 2021                                                                 | Insomnia (Rework) (avec Jack Holiday)                                  | —                  | —                  | —                  | —                  | —                  | —                  | —                  | —                  |                                                |                               |
| 2022                                                                 | Baby                                                                   | —                  | —                  | —                  | —                  | —                  | —                  | —                  | —                  |                                                |                               |
| « — » signifie que le single n'est pas classé ou sorti dans le pays. |                                                                        |                    |                    |                    |                    |                    |                    |                    |                    |                                                |                               |

### Remixes
2003
- Too Shy - Somehow (Mike Candys Remix)

2004
- Lunik - Weather (Mike Candys Remix)
- Antonella Rocco featuring Effedi - Se É Amore (Mike Candys Remix)
- Chris Crime - Rock My Body (Mike Candys Remix)
- Madtrix - Slider (Mike Candys Remix)

2006
- Jasmin Paan - Only One (You Make Me Feel Good) (Mike Candys Remix)

2007
- Mr. Fiction featuring Jiameé - U Can't Keep It On (Christopher S. & Mike Candys Remix)
- Innocent - Don't Need A Man Like You (Mike Candys Electro Remix)
- Christopher S. & Jorge Martin S & Tony White featuring Jay MC - Why? (Mike Candys Remix)
- Jaybee - Only For You (Christopher S. & Mike Candys Remix)

2008
- Wurzel 5 - Hie (Christopher S & Mike Candys "I Lieb Die Bärn" Mix)
- Christopher S. featuring Pearl - I Should Feel Better (Mike Candys Massive Mix)
- Christopher S. featuring Stephen Davis - Fuck Right Now (Mike Candys "Ultra Fucka" Remix)
- Chris Crime featuring Antonella Rocco - Ready Or Not (Mike Candys vs. Chris Crime Organ Mix)
- Chris Crime featuring Antonella Rocco - Ready Or Not (Mike Candys & Christopher S Energetic Mix)
- Mr. P!nk featuring Raina June - What Is Love (Christopher S. & Mike Candys "Baby Hurt Me" Remix)
- Christopher S. featuring Antonella Rocco - The Rhythm of the Night (Mike Candys Revenge Remix)

2009
- Horny United - L.O.I. (Lady Of Ice) (Mike Candys & Christopher S. Remix)
- DJ Antoine - In My Dreams (Chris Crime & Mike Candys Remix)
- Jaybee - Suddenly (Mike Candys & Jack Holiday Remix)
- Club 31 featuring Jeremy Carr - Your Touch (Chris Crime & Mike Candys Remix)
- Mike Candys - La Disco Loca (Christopher S. & Mike Candys Loca Horny Remix)
- Rosenstolz - Blaue Flecken (Mike Candys Pumpin' Disco Remix)
- Remady P&R - No Superstar (Mr. P!nk vs. Mike Candys Remix)
- Club Crashers - Destination Calabria (Mr. P!nk vs. Mike Candys Remix)
- Mr. P!nk featuring Gomez - Don't Give Up (Christopher S. & Mike Candys Remix)
- Britney Spears - Circus (Mike Candys Remix)
- Christopher S. featuring Sandra Wild - The Way You Make Me Feel (Chris Crime & Mike Candys Remix)
- DJ Shevtsov & DJ Miller featuring Max Lorens - Tvoy Gorod Ne Spit (Christopher S. & Mike Candys Horny Mix)
- Jorge Martin S - Tuturara (Christopher S. & Mike Candys Remix)
- Mr. Pink - Saltwater (Christopher S. & Mike Candys Remix)
- Mr. Da-Nos featuring Florian - Miss Shunshine (Mike Candys Remix)
- Jaybee - Shattered Dreams (Mike Candys & Jack Holiday Remix)
- Mike Candys featuring Antonella Rocco - Laminate My Heart (Mike Candys & Jack Holiday Dub)
- Christopher S. & DJ Flava - Zorba's Dance (Mike Candys Hades Remix)
- Christopher S. featuring Brian - Cosmic Girl (Christopher S. & Mike Candys Club Mix)
- Christopher S. featuring Brian Stevenson - For You (Christopher S. & Mike Candys Club Mix)
- Club Crashers - Move It (Mike Candys & Jack Holiday Remix)
- Kwan Hendry featuring Michael Lascar - Underneath The Skin (Christopher S. & Mike Candys Remix)
- Jaybee featuring Deshayla - Maybe Tomorrow (Christopher S. & Mike Candys Remix)
- Christopher S. & DJ Flava featuring MC X-Large - Fuck The DJ (Mike Candys 2009 Re-Edit)
- DJ Flava & DJ Soul M - We Believe (Christopher S. & Mike Candys Remix)
- DJ Flava featuring M Angelo - Get Me High (Mike Candys Massive Mix)

2010
- Jack Holiday featuring Robby Rob - Raise Your Hands (Christopher S. & Mike Candys Remix)
- Christopher S. featuring MC X-Large - Horny! (Christopher S. & Mike Candys Remix)
- Jaybee featuring Deshayla - Say You Will (Christopher S. & Mike Candys Remix)
- D'Argento - Come On Over (Mike Candys & Jack Holiday Remix)
- D'Argento - Long Time (Mike Candys & Christopher S. Remix)
- Roni Meller featuring Dee Dee - The Day After (Will I Be Free) (Mike Candys & Jack Holiday Remix)
- FSHM Project featuring Katrin Maro - Julia (Christopher S. & Mike Candys Remix)
- Jack Holiday - Love For You (Mike Candys Remix)
- Christopher S. featuring Manuel - Not Ready For Love (Christopher S. & Mike Candys Bigroom Remix)
- Christopher S. & Mike Candys featuring Antonella Rocco - Rhythm Is a Dancer (Mike Candys Remix)
- Christopher S. featuring Brian - Excuse (Mike Candys & Jack Holiday Redub)
- Remady featuring Craig David - Do It On My Own (Mike Candys Remix)
- Chris Crime featuring Antonella Rocco - Move Me Up (Chris Crime vs. Mike Candys Remix)
- Christopher S. featuring Max Urban - Star (Mike Candys Remix)
- Christopher S. featuring Max Urban - Star (Mike Candys & Jack Holiday Festival Rework)
- Mike Candys featuring Evelyn - Together Again (Christopher S. & Mike Candys Horny Rework)
- Kev & Lex featuring Lemina Deluxxe - The Night Is Young (Jack Holiday & Mike Candys Remix)

2011
- Kate Ryan - LoveLife (Mike Candys Remix)
- DJ M.E.G. featuring Timati - Party Animal (Mike Candys Remix)
- Jack Holiday featuring Allison - Missing You (Mike Candys & Jack Holiday Remix)
- Christopher S. - Are You Ready For This? (Mike Candys & Kwan Hendry Remix)
- Inna featuring Flo Rida - Club Rocker (Mike Candys Edit)
- Example - Changed The Way You Kiss Me (Mike Candys Remix)
- Lucenzo & Qwote - Throw Your Hands Up (Danza Kuduro) (Mike Candys Remix)
- Kwan Hendry featuring Soulcream - Don't Give Up (Mike Candys & Kwan Hendry Club Mix)
- Watson & Creek - Tears You Apart (Mike Candys & Jack Holiday Remix)

2012
- Peter Heppner - Meine Welt (Mike Candys Remix)
- Jack Holiday featuring Jasmin Paan & Big Reggie - Back In Miami (Mike Candys Remix)
- Jack Holiday & Mike Candys - Children 2012 (Mike'N'Jack Club Mix)
- Luca Hänni - I Will Die For You (Mike Candys 2012 Remix)
- Lil Jon featuring LMFAO - Drink (Mike Candys Remix)
- Christopher S. featuring Tommy Clint - Tear Down The Club (Mike Candys Remix)

2013
- R.I.O. featuring Nicco - Turn This Club Around (Mike Candys Rework)
- Mike Candys featuring Jenson Vaughan - Bring Back The Love (Jack Holiday & Mike Candys Remix)
- Mike Candys featuring Evelyn & Carlprit - Brand New Day (Jack Holiday & Mike Candys Festival Mix)
- Arash featuring Sean Paul - She Makes Me Go (Mike Candys Remix)
- René De La Moné & Slin Project - Baby Do You Know (Mike Candys & Jack Holiday Remix)
- René De La Moné & Slin Project - Baby Do You Know (Christopher S. & Mike Candys Horny Club Remix)
- Tapo & Raya - Quitate El Top (Mike Candys Remix)
- Christopher S. featuring Jamayl Da Tyger - Jump! (Mike Candys Remix)
- Nicky Romero vs. Krewella - Legacy (Mike Candys Remix)
- Jack Holiday & Mike Candys - The Riddle Anthem (Jack'n'Mike Festival Mix)
- Manufactured Superstars featuring Danni Rouge - Like Satellites (Mike Candys Remix)

2015
- DJ BoBo & Inna - Everybody (Mike Candys Remix)
- O.T. Genasis - Coco (Mike Candys Remix)

2016
- Kim Wilde - You Keep Me Hangin' On (Mike Candys Remix)
- Stereoact featuring Kerstin Ott - Die Immer Lacht (Mike Candys Remix)
- Arash featuring Snoop Dogg - OMG (Mike Candys Remix)
- Margaret - Cool Me Down (Mike Candys Remix)
- Stereoact - Der Himmel Reisst Auf (Mike Candys Remix)
- Horny United - L.O.I. (Lady Of Ice), Pt. 2 (Mike Candys & Christopher S. Remix)

2017
- Stereoact featuring Chris Cronauer - Nummer Eins (Mike Candys Remix)

2018
- Bianca Hill & Isi Glück - Die Kinder von Malle (Mike Candys Remix)

2019
- Max Lean featuring ANE - Shout (Mike Candys Remix)
- Teddy Cream - Summer Jam (Mike Candys Remix)
- Cappella - Move On Baby (Mike Candys Remix)

2021
- Zarah Leander - Wodka für die Königin (Mike Candys Remix)
- ZE.Express & Moodygee - Este Chico (Mike Candys Remix)